# Claude-Nicolas Guillermin
Pour les articles homonymes, voir Guillermin.
Claude-Nicolas Guillermin, né le 10 novembre 1753, à Louhans, décédé le 18 avril 1793 à Paris, est un homme politique français. Il est député de Saône-et-Loire à la Convention.

## Biographie
Avocat et juge à Louhans, il est élu député à la Convention en 1792. En janvier 1793, il vote pour la mort du roi, contre le sursis. Il meurt en fonctions trois mois plus tard.

## Sources
- « Claude-Nicolas Guillermin », dans Adolphe Robert et Gaston Cougny, Dictionnaire des parlementaires français, Edgar Bourloton, 1889-1891 [détail de l’édition]